# Burkhart Waldecker
Burkhart Waldecker (Hagen, 19 agosto 1902 – 1964) è stato un esploratore tedesco che, nel 1937, scoprì la sorgente più meridionale del Nilo Bianco in Burundi. .

## Biografia
Waldecker era giunto nella zona per chiedere asilo dalla persecuzione nazista. La vera fonte del Nilo Bianco, da lui trovata, è vicino a Rutovu, dove venne eretta una piramide nel 1938. Il nome di Waldecker si trova sulla targa, che dice in latino "Caput Nili", ponendo così fine alla lunga ricerca dell'uomo per scoprirne la fonte. Sebbene il fiume Nilo abbia varie sorgenti, Waldecker trovò la sorgente più meridionale del Nilo Bianco che fa parte del fiume Kagera, l'altra è il lago Kyoga in Uganda più a nord. Il piccolo flusso che scorre con la prima acqua del Nilo appare dal terreno sotto la vetta del monte dove si trova la piramide.
Il missionario esploratore David Livingstone cercò per molti anni di trovare la sorgente del Nilo senza successo.